# Kodeks dyplomatyczny Wielkopolski

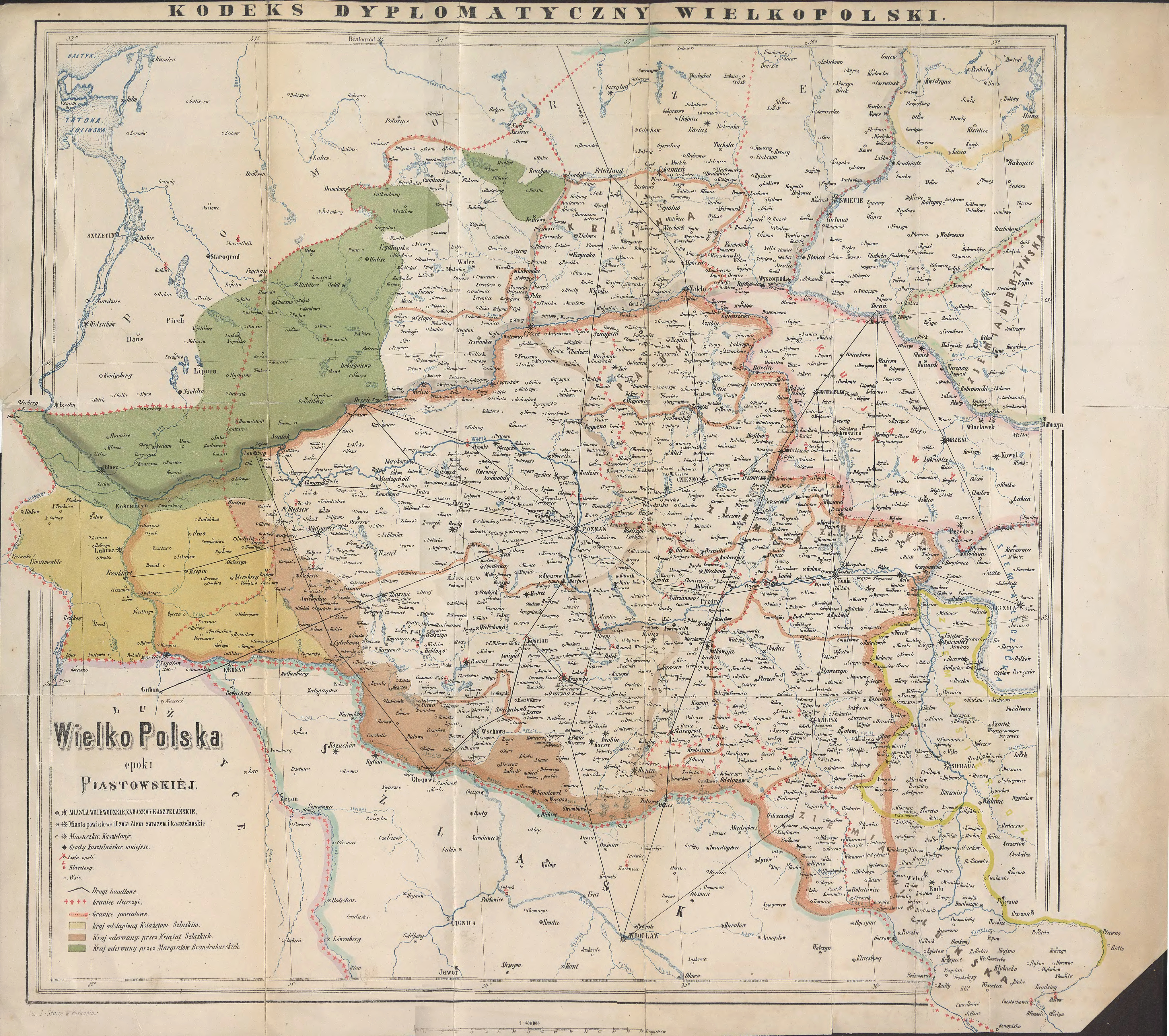
Historyczna mapa Wielkopolski sporządzona w 1888 roku według danych zaczerpniętych z Kodeksu dyplomatycznego.

Kodeks dyplomatyczny Wielkopolski (KDW; łac. Codex diplomaticus Majoris Polonia, Codex diplomaticus Maioris Poloniae) – kodeks dyplomatyczny, jedenastotomowe wydawnictwo źródłowe wydawane od 1877 do 1999, grupujące dokumenty średniowieczne (do 1444) dotyczące terytorium Wielkopolski właściwej, tj. zasadniczo województw: poznańskiego i kaliskiego, z nielicznymi odstępstwami.

## Tomy I–IV
Inicjatorem tego wydawnictwa źródłowego był historyk – podpułkownik Ignacy Zakrzewski. Mecenat nad Kodeksem objął natomiast – najpewniej wiosną 1875 – Jan Kanty Działyński. Pełna nazwa wydawnictwa brzmiała: Kodeks dyplomatyczny Wielkopolski obejmujący dokumenta tak już drukowane, jak dotąd nie ogłoszone, sięgające do roku 1400 (łac. Codex diplomaticus Majoris Polonia documenta, et jam typis descripta, et adhuc inedita complectens, annum 1400 attingentia). Pierwsze cztery tomy, w których znalazły się dokumenty wydane przez samego Zakrzewskiego, który jednak nawet nie sygnował tej publikacji swoim nazwiskiem, wydawane były pod egidą Towarzystwa Przyjaciół Nauk Poznańskiego w latach 1877–1881 w Poznaniu. W czterech tomach Kodeksu znalazły się w sumie 2073 dokumenty wielkopolskie powstałe przed 1400, wydane in extenso.
| Tom            | Rok wydania | Objętość tomu                   | Zakres chronologiczny tomu | Numery dokumentów | Liczba dokumentów | Uwagi |
| -------------- | ----------- | ------------------------------- | -------------------------- | ----------------- | ----------------- | --- |
| I              | 1877        | LXII + 589                      | 984–1287                   | 1–616             | 616               | wraz z dedykacją dla Jana Kantego Działyńskiego |
| II             | 1878        | LII + 629                       | 1288–1349                  | 617–1292          | 676               | |
| III            | 1879        | LXI + 789                       | 1350–1399                  | 1293–2053         | 761               | zawiera dodatki i sprostowania do tomów: I i II |
| IV (suplement) | 1881        | VIII + 389 + 11 tablic + 1 mapa | 1065–1393                  | 3, 26, 2054–2073  | 20 (22)           | suplement; zawiera dodatki i sprostowania do tomów: I–III oraz indeksy do tomów: I–IV; mapa Wielkopolski z opisem; 11 kart tablic z podobiznami odcisków pieczęci z opisem |

## Tom V
Opublikowanie tomu piątego nastąpiło już po śmierci Ignacego Zakrzewskiego w 1889. Spuściznę po nim przejął od Towarzystwa Przyjaciół Nauk Poznańskiego w 1901 krakowski badacz Franciszek Piekosiński. Spuścizna zawierała głównie regesty dokumentów z 1. połowy XV wieku oraz przygotowywane materiały z myślą o kolejnym suplemencie do pierwszych czterech tomów Kodeksu. Wobec nie najlepszego już wtedy stanu zdrowia, Piekosiński przeprowadził jedynie ograniczoną kwerendę w wielkopolskich archiwach i stąd wynikał fakt, że ponad połowa wszystkich wydanych dokumentów została przytoczona w formie regestu. Franciszek Piekosiński nie dożył momentu opublikowania piątego tomu Kodeksu umierając w 1906. Tom ten przygotował do druku inny badacz z Krakowa – Stanisław Kutrzeba. Ostatecznie ukazał się on w 1908 pod lapidarnym tytułem: Kodeks dyplomatyczny Wielkopolski (łac. Codex diplomaticus Maioris Poloniae). W tomie tym znalazło się 738 dokumentów z lat 1400–1444, z czego 355 in extenso, a pozostałe 383 w formie regestu.
| Tom | Rok wydania | Objętość tomu | Zakres chronologiczny tomu | Numery dokumentów | Liczba dokumentów | Uwagi                                           |
| --- | ----------- | ------------- | -------------------------- | ----------------- | ----------------- | ----------------------------------------------- |
| V   | 1908        | LXXIV + 844   | 1400–1444                  | 1–738             | 738               | zawiera indeks osobowy i miejscowości do tomu V |

## Tomy VI–XI
Kolejne tomy zawierające uzupełnienia do wcześniejszych tomów Kodeksu, w tym wykorzystujące nieopublikowaną spuściznę Ignacego Zakrzewskiego, trafiły na rynek wydawniczy dopiero w ostatniej ćwierci XX wieku. Wydawane były podobnie jak wcześniejsze pod egidą Poznańskiego Towarzystwa Przyjaciół Nauk w latach 1982–1999 przez Państwowe Wydawnictwo Naukowe. W owych sześciu tomach Kodeksu znalazły się w sumie 2023 dokumenty wielkopolskie powstałe przed 1444, niemal wszystkie wydane in extenso, jedynie w odosobnionych przypadkach w formie ekscerptu. Poszczególne tomy były wydawane w ramach serii wydawniczej Wydawnictwa Źródłowe Komisji Historycznej przez różnych wydawców – jedynym, który uczestniczył w pracach nad wszystkimi sześcioma tomami był Antoni Gąsiorowski.
| Tom  | Rok wydania | Objętość tomu | Zakres chronologiczny tomu | Numery dokumentów | Liczba dokumentów | Uwagi |
| ---- | ----------- | ------------- | -------------------------- | ----------------- | ----------------- | --- |
| VI   | 1982        | LIV + 454     | 1174–1400                  | 1–400             | 400               | wydawcy: Antoni Gąsiorowski, Henryk Kowalewicz (=Wydawnictwa Źródłowe Komisji Historycznej, t. 18 ISSN 0208-9033) ISBN 83-01-03962-0 |
| VII  | 1985        | XXXVIII + 405 | 1401–1415                  | 401–773           | 373               | wydawcy: Antoni Gąsiorowski, Ryszard Walczak (=Wydawnictwa Źródłowe Komisji Historycznej, t. 19 ISSN 0208-9033) ISBN 83-01-05274-0 |
| VIII | 1989        | XXXIV + 406   | 1416–1425                  | 774–1074          | 301               | wydawcy: Antoni Gąsiorowski, Tomasz Jasiński (=Wydawnictwa Źródłowe Komisji Historycznej, t. 20 ISSN 0208-9033) ISBN 83-01-07279-2 |
| IX   | 1990        | XXXIII + 434  | 1426–1434                  | 1075–1380         | 306               | wydawcy: Antoni Gąsiorowski, Tomasz Jasiński (=Wydawnictwa Źródłowe Komisji Historycznej, t. 21 ISSN 0208-9033) ISBN 83-01-10088-5 |
| X    | 1993        | XXXII + 401   | 1435–1444                  | 1381–1699         | 319               | wydawcy: Antoni Gąsiorowski, Tomasz Jasiński (=Wydawnictwa Źródłowe Komisji Historycznej, t. 23 ISSN 0208-9033) ISBN 83-7063-052-9 |
| XI   | 1999        | XXX + 497     | 1225–1444                  | 1700–2023         | 324               | tom zawiera indeksy do tomów: VI–XI i erratę do tomów: VI–X oraz wykazy; wydawcy: Antoni Gąsiorowski, Tomasz Jasiński, Tomasz Jurek, Izabela Skierska (=Wydawnictwa Źródłowe Komisji Historycznej, t. 26 ISSN 0208-9033) ISBN 83-7063-243-2; |